# 효장황후
효장황후 송씨(孝章皇后 宋氏, 952년 ~ 995년 6월 4일(음력 4월 28일))는 북송을 건국한 태조(太祖) 조광윤(趙匡胤)의 황후이다.

## 생애
낙양 출신으로 아버지는 후당 장종(章宗)의 외손자인 좌위상장군(左衛上將軍) 송악(宋偓)이며, 어머니는 후한의 고조(高祖) 유지원(劉知遠)의 딸인 영녕공주(永寧公主)이다.
어릴적 어머니를 따라 후주의 태조 곽위(郭威)를 알현하였는데, 이때 곽위가 관피를 하사하였다. 이후 후주의 뒤를 이어 송나라가 건국되었는데, 송 태조 조광윤의 황후인 효명황후가 붕어한 뒤, 967년(건덕 5년) 입궁하였다.
968년(개보 원년) 2월 황후로 책봉되었다. 성품이 유순하고 예를 갖추었으며, 976년(개보 9년) 태조 조광윤이 붕어하고 시동생인 태종 조광의가 즉위하자, 조광의에게 의탁하였다. 이후 황태후가 되지 못한채 개보황후(開寶皇后)로 칭해지고 서궁에 거주하였다가 987년(옹희 4년) 동궁으로 거처를 옮겼다.
995년(지도 원년) 4월, 붕어하였다. 태종은 효장(孝章)의 시호를 내렸으나, 군신들에게 성복할 것을 명하지 않았으며, 재궁은 연국공주의 집에 두었다가 화장하여 보제불사에 안치하였다. 이후 영창릉 북쪽에 묻어 태조와 합장도 하지 않았으며, 송황후를 황후의 예에 맞지 않게 국상을 소홀히 하였다. 이와 같은 태종의 조치들은 후세의 사가들에게 많은 비판을 받았다. 태종은 이부시랑 이지에게 명하여 애책문을 작성하게 하고 신주를 별묘에 두었는데 이후 신종대에 이르러 신주가 태묘에 합사되었다.

## 일화

### 궁중비사
태조 조광윤이 붕어하고 제위는 조광윤의 장성한 아들들이 아닌 동생 조광의가 계승하였는데, 이러한 형제간의 황위계승은 후대에 많은 의문점을 낳고, 조광의의 찬탈설이 발생하게 되는 이유중 하나가 되었다.
북송 신종 시대의 정치가인 사마광이 저술한 《속수기문(涑水紀聞)》의 내용에 의하면, 효장황후 송씨는 사고(四鼓, 새벽 2시~4시)경에 조광윤이 붕어하자, 환관 왕계은(王繼恩)을 시켜, 태조의 사남인 조덕방(趙德芳)을 입궁시켜 황위를 계승시키려 하였다. 하지만 왕계은은 조덕방이 아닌 태조의 동생 진왕(晉王) 조광의에게 가서 사실을 알리고 진왕과 함께 침전으로 향했다.
효장황후는 왕계은에게 "덕방을 데려 왔는가?"하고 묻자, 왕계은은 "진왕이 왔습니다."하고 말하였고 예상했던 조덕방이 아닌 조광의가 등장하자, 효장황후는 아연실색하며 '우리 모자(母子)의 목숨은 모두 관가(官家, 조광의)에게 맡깁니다." 하고 말하였다. 조광의는 흐느끼며 "우리 함께 부귀를 보전하여 근심을 없앱시다." 하고 말하였다.

## 가족 관계
친조모와 어머니가 모두 오대십국시대의 공주인데, 친할머니는 후당(後唐)을 건국한 장종(章宗) 이존욱(李存勗)의 딸인 의령공주(義寧公主)이고, 어머니는 후한(後漢)을 건국한 고조(高祖) 유지원(劉知遠)의 딸인 영녕공주(永寧公主)이다.
|               |               |               |               |               |               |           |           | 후당 장종 이존욱 李存勗 |                   |                             |                             |                             |                             |                             |                             |                         |                         |                         |                         |                         |                         |  |  |  |  |                               |                               |                               |                               |                               |                               |
|               |               |               |               |               |               |           |           |                         |                   |                             |                             |                             |                             |                             |                             |                         |                         |                         |                         |                         |                         |  |  |  |  |                               |                               |                               |                               |                               |                               |
| 송정호 宋廷浩 | 송정호 宋廷浩 | 송정호 宋廷浩 | 송정호 宋廷浩 | 송정호 宋廷浩 | 송정호 宋廷浩 |           |           | 의령공주 義寧公主       | 의령공주 義寧公主 | 의령공주 義寧公主           | 의령공주 義寧公主           | 의령공주 義寧公主           | 의령공주 義寧公主           |                             |                             | 후한 고조 유지원 劉知遠 | 후한 고조 유지원 劉知遠 | 후한 고조 유지원 劉知遠 | 후한 고조 유지원 劉知遠 | 후한 고조 유지원 劉知遠 | 후한 고조 유지원 劉知遠 |  |  |  |  |                               |                               |                               |                               |                               |                               |
| 송정호 宋廷浩 | 송정호 宋廷浩 | 송정호 宋廷浩 | 송정호 宋廷浩 | 송정호 宋廷浩 | 송정호 宋廷浩 |           |           | 의령공주 義寧公主       | 의령공주 義寧公主 | 의령공주 義寧公主           | 의령공주 義寧公主           | 의령공주 義寧公主           | 의령공주 義寧公主           |                             |                             | 후한 고조 유지원 劉知遠 | 후한 고조 유지원 劉知遠 | 후한 고조 유지원 劉知遠 | 후한 고조 유지원 劉知遠 | 후한 고조 유지원 劉知遠 | 후한 고조 유지원 劉知遠 |  |  |  |  |                               |                               |                               |                               |                               |                               |
|               |               |               |               |               |               |           |           |                         |                   |                             |                             |                             |                             |                             |                             |                         |                         |                         |                         |                         |                         |  |  |  |  |                               |                               |                               |                               |                               |                               |
|               |               |               |               | 송악 宋偓     | 송악 宋偓     | 송악 宋偓 | 송악 宋偓 | 송악 宋偓               | 송악 宋偓         |                             |                             |                             |                             |                             |                             | 영녕공주 永寧公主       | 영녕공주 永寧公主       | 영녕공주 永寧公主       | 영녕공주 永寧公主       | 영녕공주 永寧公主       | 영녕공주 永寧公主       |  |  |  |  |                               |                               |                               |                               |                               |                               |
|               |               |               |               | 송악 宋偓     | 송악 宋偓     | 송악 宋偓 | 송악 宋偓 | 송악 宋偓               | 송악 宋偓         |                             |                             |                             |                             |                             |                             | 영녕공주 永寧公主       | 영녕공주 永寧公主       | 영녕공주 永寧公主       | 영녕공주 永寧公主       | 영녕공주 永寧公主       | 영녕공주 永寧公主       |  |  |  |  |                               |                               |                               |                               |                               |                               |
|               |               |               |               |               |               |           |           |                         |                   |                             |                             |                             |                             |                             |                             |                         |                         |                         |                         |                         |                         |  |  |  |  |                               |                               |                               |                               |                               |                               |
|               |               |               |               |               |               |           |           |                         |                   | 효장황후 송씨 孝章皇后 宋氏 | 효장황후 송씨 孝章皇后 宋氏 | 효장황후 송씨 孝章皇后 宋氏 | 효장황후 송씨 孝章皇后 宋氏 | 효장황후 송씨 孝章皇后 宋氏 | 효장황후 송씨 孝章皇后 宋氏 |                         |                         |                         |                         |                         |                         |  |  |  |  | 송 태조 조광윤 宋 太祖 趙匡胤 | 송 태조 조광윤 宋 太祖 趙匡胤 | 송 태조 조광윤 宋 太祖 趙匡胤 | 송 태조 조광윤 宋 太祖 趙匡胤 | 송 태조 조광윤 宋 太祖 趙匡胤 | 송 태조 조광윤 宋 太祖 趙匡胤 |
|               |               |               |               |               |               |           |           |                         |                   | 효장황후 송씨 孝章皇后 宋氏 | 효장황후 송씨 孝章皇后 宋氏 | 효장황후 송씨 孝章皇后 宋氏 | 효장황후 송씨 孝章皇后 宋氏 | 효장황후 송씨 孝章皇后 宋氏 | 효장황후 송씨 孝章皇后 宋氏 |                         |                         |                         |                         |                         |                         |  |  |  |  | 송 태조 조광윤 宋 太祖 趙匡胤 | 송 태조 조광윤 宋 太祖 趙匡胤 | 송 태조 조광윤 宋 太祖 趙匡胤 | 송 태조 조광윤 宋 太祖 趙匡胤 | 송 태조 조광윤 宋 太祖 趙匡胤 | 송 태조 조광윤 宋 太祖 趙匡胤 |

### 부모
- 부 : 송악(宋偓, 926년 ~ 989년)
- 모 : 영녕공주(永寧公主, 생몰년 미상)

### 남편
- 태조(太祖, 927년 ~ 976년) : 북송의 초대 황제